# EfeuCampus
Der efeuCampus (eco-friendly experimental urban logistics campus) mit Sitz in Bruchsal ist Deutschlands erstes Innovationszentrum für autonome urbane Güterlogistik. Auf dem Forschungsareal der ehemaligen Dragonerkaserne, das die efeuCampus Bruchsal GmbH betreibt, werden die Entwicklung intelligenter Güterlogistik auf der letzten Meile ("LastMileCityLab") sowie autonomer Fahrzeuge vorangetrieben. Zudem erarbeitet das Unternehmen europaweit Lösungen für smarte Mobilität im urbanen Raum.

## Geschichte
Die Anfänge des Forschungsprojektes gehen auf das Jahr 2014 zurück: Damals bewarb sich die Regionale Wirtschaftsförderung Bruchsal GmbH und die Technologieregion Karlsruhe GbR – im Rahmen des Wettbewerbs für zukunftsfähige Regionalentwicklung („RegioWIN“) – um Fördermittel des Landes Baden-Württemberg und stellte dabei die Konzeptidee des Testareals vor. Am 23. Januar 2015 prämierte das Land Baden-Württemberg das Konzept efeuCampus als europäisches Leuchtturmprojekt im Maßnahmenbereich Innovationszentren. Dotiert ist der Wettbewerb in der Förderperiode 2014–2020 mit insgesamt 10 Millionen Euro, die aus den Europäischen Fonds für Regionale Entwicklung (EFRE), aus Landesmitteln und anteilig von den Projektpartnern stammen.

## Konzept
Am Eingang des 60.000 m² großen Campus-Areals wird ein zentraler Verteilerpunkt eingerichtet, von dem aus Transportgüter verteilt und konsolidiert werden. Im Rahmen des Projekts wird der Transport von Paketen und Päckchen an ein zu entwickelndes innovatives Transportsystem erfolgen. Autonom fahrende Fahrzeuge sollen die Güter vom Quartiersdepot aus direkt an die Empfänger, die auf dem Gelände leben, ausliefern. Die insgesamt 240 Anwohner des Campusareals erhalten mithilfe einer App Zugriff auf den aktuellen Status der Lieferkette. Die Zustellung kann in zwei Varianten stattfinden: Die synchrone Auslieferung erfolgt, indem Anwohner die Lieferung vom autonomen Fahrzeug persönlich entgegennehmen. Alternativ können Nutzer auch eine Uhrzeit festlegen, bis wann die „autonome“ Zustellung an einen elektronischen Briefkasten erfolgen soll. Hierbei können die Empfänger ihre Sendung je nach Belieben selbst abholen. Bei dieser Zustellungsart handelt es sich um eine sogenannte asynchrone Auslieferung.

## Forschungsziele
Ziel des Leuchtturmprojekts efeuCampus ist es, Güter verschiedener Art zukünftig mit neuartigen Fahrzeugen emissionsfrei und fahrerlos zu bewegen. Zudem soll mittelfristig ein Wohnquartier der Zukunft als „bewohnbares Labor“ entstehen, indem sich Technologien für energieeffizientes Bauen und Wohnen im Zeichen der Energiewende erproben und präsentieren lassen. Als europäisches Referenzquartier für neue und smarte Mobilität in urbanen Räumen soll efeuCampus zur CO2-Bewusstseinsbildung beitragen und dabei helfen, innovative Mobilitätskonzepte im Sinne von Smart-City-Projekten flächendeckend umzusetzen.

## Bestandteile

### EfeuQuartier
Das efeuQuartier fungiert als Innovationszentrum mit dem efeuLog Liefersystem. Darin werden der Aufbau und der Betrieb der automatischen Anlieferung und des automatischen Abtransports von Paketen geplant. Ein Quartiersdepot soll als Zwischenlager für ein- und ausgehende Güter dienen. Vor den Häusern sollen Transportroboter Güter abliefern und einsammeln. Für einen reibungslosen Ablauf dieser Vorgänge sind Pick-up-Points geplant.

### EfeuAkademie
Die efeuAkademie ist für die Wissenskommunikation zuständig. Sie dient als kommunikative Schnittstelle zwischen den Projektpartnern sowie der breiten Öffentlichkeit und wird vom Institut für Energieeffiziente Mobilität (IEEM) der Hochschule Karlsruhe betreut.

## Konsortialpartner
- big. bechtold-gruppe (Zentrallager)[14]
- Bruchsal (Träger)[15]
- FZI Forschungszentrum Informatik (IT-Infrastruktur und rechtliche Fragestellungen)[16]
- PTV Planung Transport Verkehr (Tourenplanung und Logistik)[17]
- Hochschule Karlsruhe (Wissenskommunikation)[18]
- Karlsruher Institut für Technologie (KIT) (Navigation und Lokalisierung)[19]
- SEW-Eurodrive (Technische Leitung und Fahrzeugentwicklung)
- Schenker AG
- Volocopter[20]

## Partner
- Europäische Union
- Ministerium für Wirtschaft, Arbeit und Wohnungsbau Baden-Württemberg[21]
- Technologieregion Karlsruhe[22]
- Testfeld Autonomes Fahren Baden-Württemberg

## Auszeichnungen
- 2022, Innovationspreis des Bundesministerium für Wirtschaft und Klimaschutz für LastMileCityLab Reallabore[23]